# Antonín Jura
Antonín Jura (12. května 1901 – ???) byl český a československý politik Komunistické strany Československa a poúnorový poslanec Národního shromáždění ČSR.

## Biografie
Ve volbách roku 1954 byl zvolen do Národního shromáždění za KSČ ve volebním obvodu Kroměříž II. V parlamentu setrval až do konce funkčního období, tedy do voleb roku 1960.
K roku 1954 se profesně uvádí jako tajemník MNV a místopředseda JZD ve Zborovicích.